# František Halás (1968)
František Halás (* 22. února 1968, Nitra) je bývalý slovenský fotbalista, útočník.

## Fotbalová kariéra
V československé lize hrál za Plastiku Nitra. V československé lize nastoupil ve 44 utkáních a dal 9 gólů.

## Ligová bilance
| Ročník                                   | Zápasy | Góly | Klub           |
| ---------------------------------------- | ------ | ---- | -------------- |
| 1. československá fotbalová liga 1986/87 | 5      | 2    | Plastika Nitra |
| 1. československá fotbalová liga 1987/88 | 15     | 6    | Plastika Nitra |
| 1. československá fotbalová liga 1988/89 | 24     | 1    | Plastika Nitra |
| LIGA CELKEM                              | 44     | 9    |                |